# Steatoda washona
Steatoda washona là một loài nhện trong họ Theridiidae.
Loài này thuộc chi Steatoda. Steatoda washona được Willis J. Gertsch miêu tả năm 1960.